# محوطه چاله چنار
محوطه چاله چنار مربوط به سده‌های میانه دوران‌های تاریخی پس از اسلام است و در شهرستان الیگودرز، بخش بشارت، دهستان پیشکوه ذلقی، ۲/۳ کیلومتری غرب روستای گیلان واقع شده و این اثر در تاریخ ۱۸ اسفند ۱۳۸۷ با شمارهٔ ثبت ۲۵۲۴۷ به‌عنوان یکی از آثار ملی ایران به ثبت رسیده است.